# Теламон

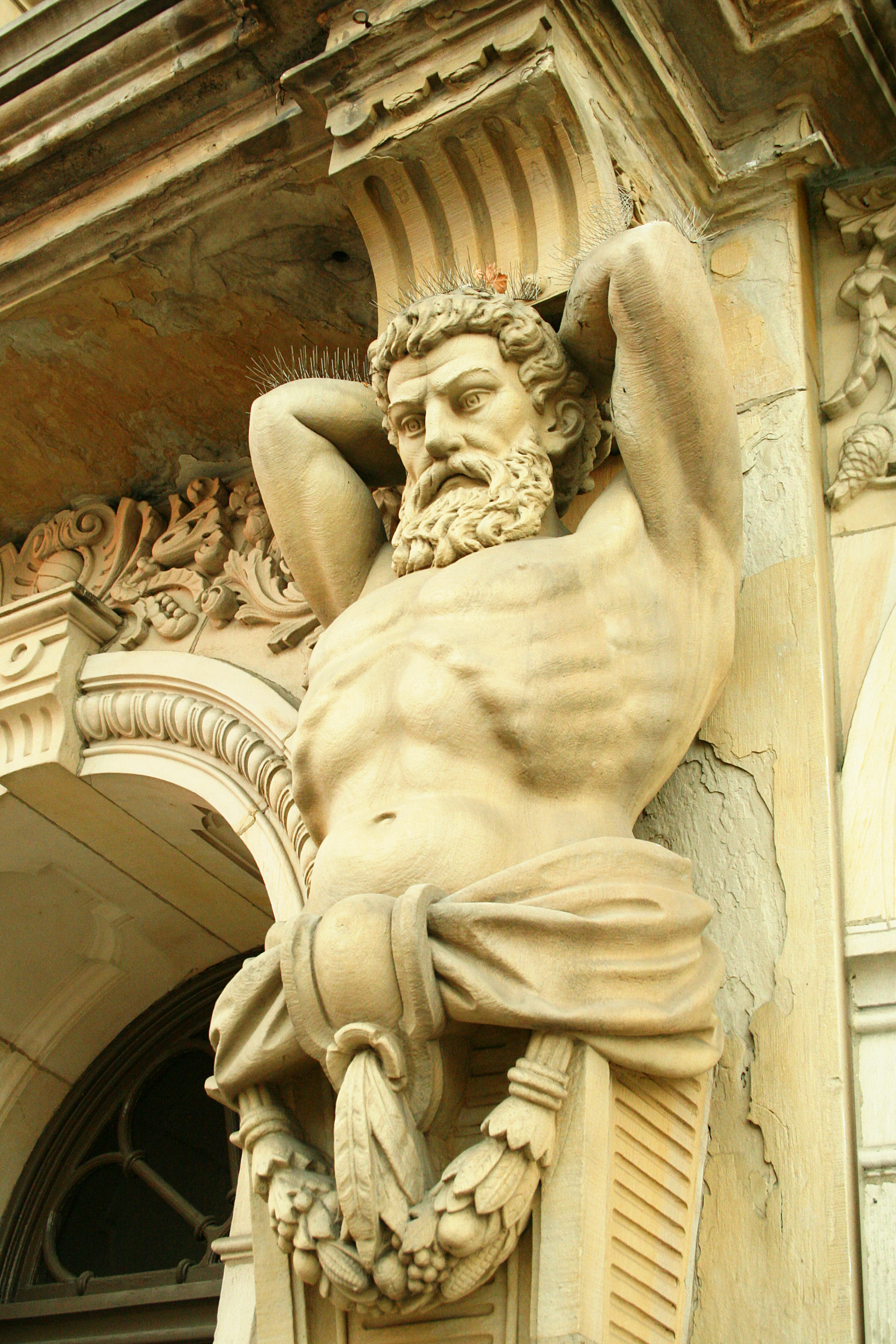
Архітектурний теламон на будівлі суду в окрузі Вейн, Огайо

Теламон (грец. Τελαμώνας) — персонаж давньогрецької міфології, син Еака й Ендеїди, брат Пелея, чоловік Главки, потім Перібеї та Гесіони, батько Аякса Теламоніда, Тевкра і Трамбела. Був соратником Геракла і міфічним предком афінського державного діяча і полководця Мільтіада. Теламо́н — також епітет Атланта, який підтримує небесне склепіння.
Еак мав від дружини Ендеїди двох старших синів, Теламона й Пелея. Молодший, Фок, народився від нереїди Псамати. Всі вони жили на острові Егіна. Фок був улюбленим сином Еака та у всьому перевершував старших братів, чим викликав їхню заздрість і гнів Ендеїди. За намовою матері Теламон з Пелеєм вбили Фока і сховали тіло в лісі, де його знайшов Еак.
Боячись покарання, Теламон втік на острів Саламін, звідки послав гінця, заперечуючи причетність до братовбивства, нібито це сталося випадково. Еак заборонив йому ступати на Егіну, але дозволив відстоювати свою невинність. Теламон наказав збудувати дамбу з каміння в бухті, яка служила йому трибуною, але батько не повірив його словам, попри красномовство. Теламон повернувся на Саламін, де одружився з дочкою царя Кіхрея Главці та успадкував його трон.
По смерті Главки Теламон одружився з Перібеєю. Коли та була вагітною, його відвідав Геракл. Він промовив молитву Зевсу, щоб син Теламона був сильним і хоробрим. Зевс дослухався до цих слів — Перібея народила Аякса. Геракл загорнув його в свою левову шкуру, завдяки чому хлопчик став невразливим там, де до тіла торкалася шкура.
Брав участь в поході Геракла проти Трої та її царя Лаомедонта, котрий не дотримався даної Гераклу обіцянки винагородити за допомогу. Під Троєю Теламон перший проломив міський мур у тому місці, яке будував його батько Еак, і увірвався до міста. Це викликало заздрість Геракла, котрий задумав вбити Теламона. Але той став збирати каміння, чим здивував героя. Коли Геракл спитав, що той робить, Телемон відповів: «Будую вівтар Гераклу Каллініку». Задоволений цим Геракл дозволив йому розграбувати Трою. При розподілі здобичі одержав Гесіону; вона народила від нього Тевкра, а згодом Трамбела. Останній став царем дружніх племен лелегів та лесбосців, але був ненавмисно убитий Ахіллесом.
В поході аргонавтів Теламон приєднався до Геракла в Теосі. Коли той вирушив на пошуки зниклого Гіласа і Ясон відплив без Геракла, Теламон відмовився продовжити плавання. Коли ж бог Главк виринув перед кораблем і повідомив, що Гераклу судилося зайнятися подвигами, Теламон і Ясон помирилися, після чого продовжили подорож. На острові Серіфос Теламон покинув аргонавтів.

## В архітектурі
У грецькій і римській архітектурі теламонами звалися атланти — чоловічі фігури, які використовували замість колон для підтримування перекриття або даху.